# Реглсвілл (Індіана)
Реглсвілл (англ. Raglesville) — переписна місцевість (CDP) в США, в окрузі Дейвісс штату Індіана. Населення — 115 осіб (2020).

## Географія
Реглсвілл розташований за координатами 38°48′8″ пн. ш. 86°57′47″ зх. д. / 38.80222° пн. ш. 86.96306° зх. д. (38.802277, -86.963009).  За даними Бюро перепису населення США в 2010 році переписна місцевість мала площу 2,22 км², з яких 2,21 км² — суходіл та 0,01 км² — водойми.

## Демографія
Згідно з переписом 2010 року, у переписній місцевості мешкала 141 особа в 42 домогосподарствах у складі 35 родин. Густота населення становила 64 особи/км².  Було 44 помешкання (20/км²).
Расовий склад населення:
| - 100,0 % — білих |

До двох чи більше рас належало 0,0 %. Частка іспаномовних становила 0,7 % від усіх жителів.
За віковим діапазоном населення розподілялося таким чином: 32,6 % — особи молодші 18 років, 58,2 % — особи у віці 18—64 років, 9,2 % — особи у віці 65 років та старші. Медіана віку мешканця становила 26,5 року. На 100 осіб жіночої статі у переписній місцевості припадало 116,9 чоловіків;  на 100 жінок у віці від 18 років та старших — 93,9 чоловіків також старших 18 років.
Цивільне працевлаштоване населення становило 53 особи. Основні галузі зайнятості: сільське господарство, лісництво, риболовля — 100,0 %.